# Pavé d’Artres à Famars
Der Sektor Pavé d’Artres à Famars ist ein 1200 Meter langer mit Kopfsteinen gepflasterter Weg, welcher bei Paris–Roubaix von Artres in Richtung Famars befahren wird.

## Charakteristik
Der Sektor Pavé d’Artres à Famars ist mit der Schwierigkeitsstufe von 3 Sternen ausgezeichnet und verläuft ohne nennenswerten Höhenunterschied.

## Geschichte
Der Sektor wurde 2005 das erste Mal bei Paris–Roubaix gefahren. Bei der Tour de France 2015 wurde der Sektor auf der 4. Etappe als zweiter von sieben Pavè-Sektoren befahren. Tony Martin konnte diese Etappe gewinnen und damit das gelbe Trikot übernehmen.